# Valerio Malvezzi
Valerio Malvezzi (Alessandria, 26 gennaio 1967) è un politico italiano.

## Biografia
Eletto deputato per la Lega Nord alla XII Legislatura nel 1994, è stato membro della Commissione finanze del Parlamento italiano. 
È professore a contratto di Comunicazione Finanziaria presso il Dipartimento di Scienze Politiche e Sociali, Università degli Studi di Pavia. Insegna inoltre al Master Universitario di I livello Must, Università degli Studi di Pavia, dove è anche membro del Comitato Consultivo.
È inoltre Direttore del Dipartimento di Economia Umanistica presso l’Università Internazionale per la Pace dell’ONU, sede di Roma.